# Belief
Belief är Nitzer Ebbs andra studioalbum, utgivet den 9 januari 1989.

## Låtlista
1. "Hearts & Minds" – 3:45
2. "For Fun" – 3:03
3. "Control, I'm Here" – 3:52
4. "Captivate" – 3:57
5. "T.W.A." – 5:00
6. "Blood Money" – 4:29
7. "Shame" – 4:03
8. "Drive" – 5:07
9. "Without Belief" – 4:16

## Medverkande
- Bon Harris – programmering, synthesizer, trummor, sång, elbas
- Douglas McCarthy – sång, gitarr
- Julian Beeston – trummor, percussion